# Havannah Island
Havannah Island è un'isola del gruppo delle Palm Islands. L'isola è situata nel mar dei Coralli al largo della costa del Queensland, in Australia, a nord-ovest della città di Townsville. Havannah si trova a sud-ovest di Great Palm Island ed è la più meridionale del gruppo; l'isola ha una superficie di 2,1 km².
Havannah fa parte della Contea aborigena di Palm Island (Aboriginal Shire of Palm Island) assieme a Great Palm Island e alle altre isole minori del gruppo (Curacoa Island, Fantome Island, Brisk Island, Esk Island, Falcon Island, Eclipse Island, Barber Island e Fly Island).